# Campo Carretero
Campo Carretero es una localidad tipo congregación del Municipio de Ímuris ubicada en el norte del estado mexicano de Sonora. La congregación es la segunda localidad más habitada del municipio, ya que según los datos del Censo de Población y Vivienda realizado en 2010 por el Instituto Nacional de Estadística y Geografía (INEGI), Campo Carretero tiene un total de 1,252 habitantes.

## Geografía
Campo Carretero se sitúa en las coordenadas geográficas 30°46′17″ de latitud norte y 110°51'11" de longitud oeste del meridiano de Greenwich, a una elevación de 838 metros sobre el nivel del mar.